# Ole Schwennesen
Ole Schwennesen (født 28. januar 1963) er en dansk fodboldtræner, der efter fyringen af Ove Christensen 17. marts 2009 er forfremmet fra assistenttræner til cheftræner i Vejle Boldklub (sammen med Lasse Christensen). Ole har en kone og to børn han tilbringer sin dagligdag sammen med.
Schwennesen har før sit engagement i Vejle Boldklub han haft en lang karriere i SønderjyskE. Han fungerede i Haderslev-klubben i mere end ti år i flere forskellige roller.
Blandt andet var han trænerassistent for Frank Andersen, da sønderjyderne første gang rykkede op i SAS Ligaen i 2000. Siden var Schwennesen assistent for blandt andre Morten Bruun, inden han sammen med Peter Sand stod med ansvaret, efter Morten Bruun blev fyret i maj 2006. Ole Schwennesen blev dog selv fyret i april 2007.
Siden arbejdede han med talentudvikling i Dansk Boldspil Union (DBU), inden han overtog ansvaret i Kolding FC sammen med den tidligere VB-træner Frank Andersen.
Schwennesen kom i vinteren 2009 til Vejle Boldklub, hvor han blev ansat på en funktionærkontrakt som assistenttræner for Ove Christensen. I efteråret 2009 skiftede han til sin gmale klub SønderjyskE for at blive assistenttræner.
I sommeren 2011 ønskede Ole en anden rolle end at være assistenttræner, og fik dermed jobbet som A+ træner i klubben. Derudover skulle han også være sportskoordinator i klubben.

Ole er i dag fodboldtræner på efterskolen design og idrætsefterskole skamling. Her har været siden 2015. Ole er ikke kun fodboldtræner han underviser også i tysk på et meget højt niveau.
- Vejle Amts Folkeblad (Webside ikke længere tilgængelig)